# Ꝍ
Ꝍ, ꝍ (O с петлёй) — буква расширенной латиницы. Использовалась в древнескандинавском языке.
Оба регистра расположены в блоке Юникода «Расширенная латиница — D».

## Использование
В Средневековье ꝍ использовалась в древнескандинавском языке для записи звуков [o̜], [øː] или [ey].